# 신광중학교 (경북)
신광중학교(神光中學校)는 대한민국 경상북도 포항시 북구 신광면 토성리에 있는 공립 중학교이다.

## 학교 연혁
- 1955년 5월 20일 : 신광중학교 설립인가(3학급)
- 1955년 7월 4일 : 초대 김성곤 교장 취임
- 1955년 7월 18일 : 신광중학교 개교
- 1972년 5월 30일 : 교지 매입(355평), 교사 3교실 증축
- 2009년 3월 1일 : 도지정 경제교육(비즈쿨) 시범학교 지정
- 2021년 1월 8일 : 제64회 졸업식(졸업생 4명, 누적 5,740명)
- 2023년 9월 1일 : 디지털선도학교 지정 및 운영
- 2024년 1월 5일 : 제67회 졸업식(남 3명, 여 2명)
- 2024년 3월 1일 : 제33대 이상렬 교장 부임
- 2024년 3월 4일 : 제70회 입학식(남 4명, 여 2명)

## 참고 자료
- 신광중학교 - 한국교육학술정보원 학교알리미